# 社会結集党
社会結集党（しゃかいけっしゅうとう、スペイン語: Partido Encuentro Social , PES）は、かつて存在したメキシコの政党である。
2006年に地域政党として発足し、2014年に国政政党となった。2018年メキシコ総選挙で、国家再生運動（MORENA）・労働党（PT）と連携し、アンドレス・マヌエル・ロペス・オブラドールの次期大統領当選を支えたが、同年に解散した。
2019年に後継政党として連帯結集党が旗揚げされ、2020年に国政政党として認可されたが、2021年に解散した。